# Nicsara thoracica
Nicsara thoracica är en insektsart som först beskrevs av Carl August Dohrn 1905.  Nicsara thoracica ingår i släktet Nicsara och familjen vårtbitare. Inga underarter finns listade i Catalogue of Life.